# Monestir dels Sants Traductors
El Monestir dels Sants Traductors o Targmanchats Vank (en armeni: Թարգմանչաց վանք) és un monestir armeni situat al nord-oest de l'Azerbaidjan. Segurament fou fundat al segle x, i l'abandonaren a finals del segle XIX.

## Situació geogràfica
El monestir és a 15 km al nord de Dashkesan, a l'Azerbaidjan, a una altitud de 1.315 m. És a prop de la ciutat de Ganja.
Històricament, es troba a la província d'Artsakh, una de les quinze províncies del Regne d'Armènia segons el geògraf armeni del segle VII Ananies de Xirak.

## Història
La tradició diu que el monestir fou fundat al segle V; els edificis més antics que es conserven, però, probablement daten del segle X. Fou restaurat als segles XVII i XVIII i ampliat al XIX. Va romandre actiu fins a finals d'aquest segle, abans de ser abandonat.

## Edificis
El monestir té una església d'una sola nau amb volta, Sourp Sahak-Mesrop ('sants Isaac i Mesrop', pels noms dels dos principals sants traductors), un gavit (nàrtex) rectangular amb volta del 1800, un campanar de dos pisos del 1856, una escola del 1872, un scriptorium reconstruït el 1877, un cementeri i khatxkar. Està envoltat de muralles.